# Jarre in China
Jarre in China es el quinto álbum en vivo del músico y compositor francés Jean Michel Jarre, lanzado el 6 de junio de 2005. Este álbum, distribuido en formato CD, y CD+DVD contiene los conciertos realizados por Jarre en la ciudad de Pekin el 10 de octubre de 2004, tanto en la Ciudad Prohibida como en la Plaza de Tiananmén, en el contexto del "Año de Francia" en China. Este álbum es el primero de Jarre grabado y filmado en alta definición.
Los conciertos contenidos en este álbum representan la segunda visita de Jarre a China después de sus conciertos en 1981, donde fue el primer músico occidental en llevar a cabo una serie de conciertos en el gigante asiático. En 1994, Jarre da un concierto en Hong Kong (a propósito del cual lanzó el álbum Jarre Hong Kong), pero entonces, la hoy región administrativa especial de China era territorio británico de ultramar.
El concierto se realizó en vivo en formato de audio 5.1 y transmitido en vivo a más de mil millones de espectadores. Jarre fue acompañado por 260 músicos, entre ellos La Orquesta Sinfónica de Beijing, La Orquesta Nacional De China, El Coro de la Ópera de Beijing, y notables músicos de rock chinos.
El DVD contiene comentarios de audio en francés e inglés de Jean Michel Jarre, un documental de 52 minutos titulado Jean Michel Jarre in the Footsteps of the Last Emperor, 9 minutos del documental Freedom of Speech con Cui Jian, una galería de fotografías y finalmente la biografía de Jean Michel Jarre.

## Listado de temas (DVD)

### Forbidden City (DVD 1)
1. "Forbidden City"
2. "Aero"
3. "Oxygene 2"
4. "Oxygene 4"
5. "Geometry Of Love"
6. "Equinoxe 8" Band In The Rain
7. "Equinoxe 4"
8. "Voyage To Beijing"
9. "Chronology 6"
10. "Theremin Memories"
11. "Zoolookology"
12. "Aerozone"
13. "Aerology"
14. "Chronology 3"
15. "Vivaldi - Winter"
16. "Fishing Junks At Sunset"
17. "Rendez-Vous 4"
18. "Souvenir Of China"
19. "Rendez-Vous 2"

### Tian'Anmen Square (DVD 2)
1. "Arrival"
2. "Aerology (Remix)"
3. "La Foule (Tribute to Edith Piaf)"
4. "Tian'Anmen"
5. "Oxygene 13"

## Lista de temas (CD)
1. "Aero" - 3.26
2. "Oxygene 2" - 7.39
3. "Oxygene 4" - 4.12
4. "Geometry Of Love" - 5.01
5. "Equinoxe 8" - 1.05
6. "Equinoxe 4" - 5.34
7. "Aerozone" - 5.00
8. "Chronology 6" - 5.35
9. "Fishing Junks At Sunset" - 11.45
10. "Souvenir Of China" - 4.38
11. "Aerology (Remix)" - 3.37
12. "La Foule" - 4.09
13. "Chronology 3" - 5.06
14. "Vivaldi Tribute" - 3.28
15. "Journey To Beijing" - 6.38